# 마리아 슈테른

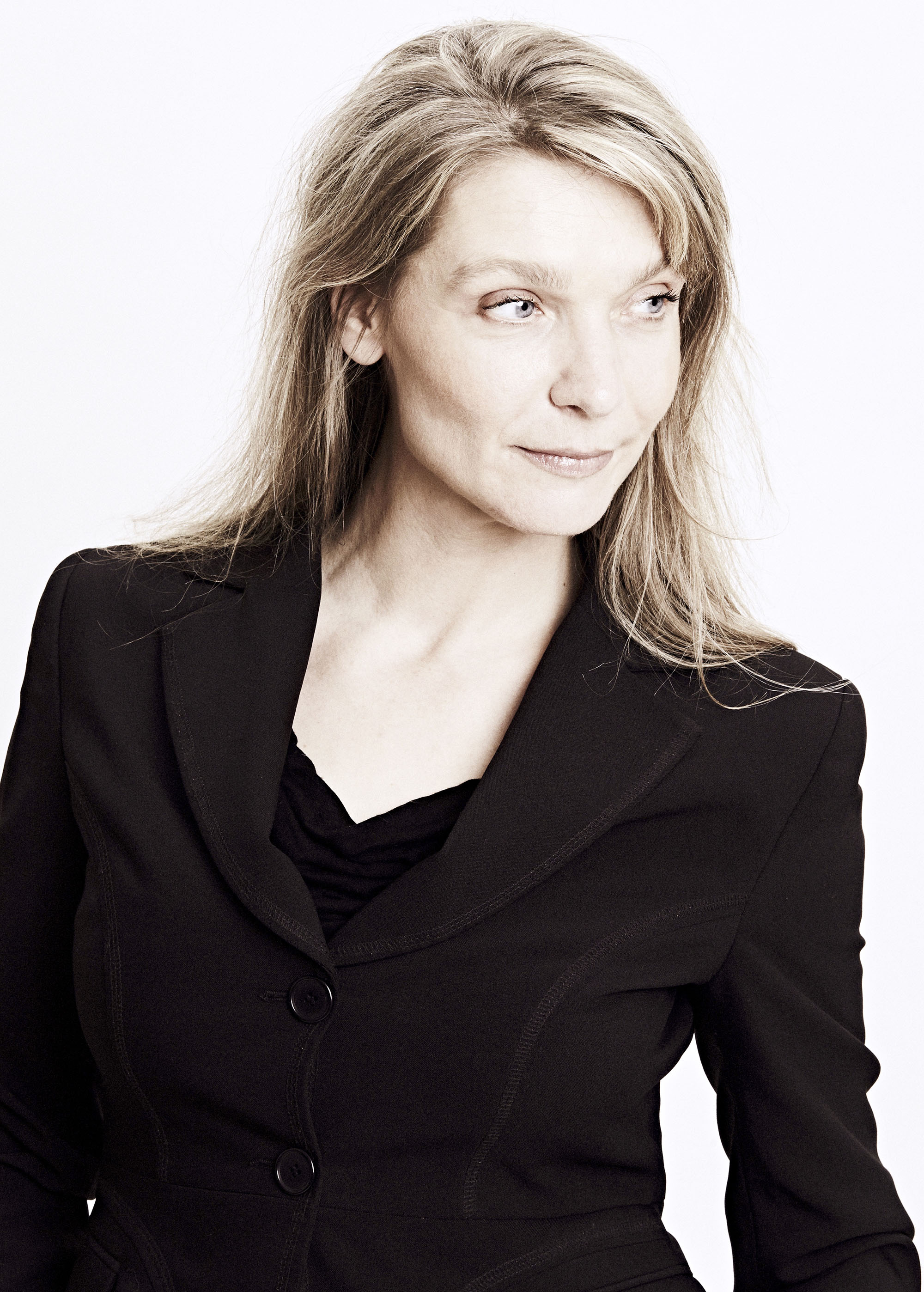
마리아 슈테른

마리아 슈테른(독일어: Maria Stern, 1972년 9월 5일 ~ )은 오스트리아의 싱어송라이터, 교사, 작가, 정치인이다. 2018년 8월 페터 필츠 명단의 총재직을 지내고 있는 중이다.